# Lesley Barber
Lesley Barber (Toronto, 23 juni 1962) is een Canadese componiste van muziek voor film, theater, kamermuziek en orkestensemble, en is ook dirigente, pianiste, producer en multi-instrumentaliste. Barber is vooral bekend door het componeren van de muziek voor de film Manchester by the Sea en de televisieserie Four Weddings and a Funeral.

## Levensloop
Barber begon op tienjarige leeftijd met componeren. Ze won verschillende Young Composer Awards en studeerde in 1988 af met een Master of Music Composition aan de Universiteit van Toronto, waar ze studeerde bij elektroakoestische muziekpionier Gustav Ciamaga en componist Lothar Klein.
Na haar studie bracht Barber een aantal jaren door met opnemen voor Toronto's Alternative Theatre, waar ze muziek creëerde voor meer dan 20 theaterproducties. Opmerkelijke werken zijn onder meer Brad Fraser's Unidentified Human Remains and The True Nature of Love, George F. Walker's Love and Anger, Nothing Sacred en Escape from Happiness en Michel Garneau's The Warriors. De laatste twee producties ontvingen de Dora Mavor Moore Awards voor Outstanding Original Score.
Als klassiek componist kreeg Barber opdrachten van onder meer pianiste Eve Egoyan, het Canadian Electronic Ensemble en het Orchestra of the Hemispheres en trad ze op als Young Composer-in-Residence op het Sound Festival en het Winnipeg New Music Festival. Werken omvatten Long White Line (voor orkest), Rhythmic Voodoo (percussie en elektronica), Music for a Lonely Zamboni (pianotrio) en Marshland (strijkkwartet). Barber heeft voor Yo-Yo Ma gecomponeerd voor de televisieserie Yo-Yo Ma: Inspired by Bach.
Barber noemde Toru Takemitsu, Joseph Haydn, Sofia Goebaidoelina, Steve Reich, PJ Harvey, Radiohead, Carter Burwell, Ennio Morricone en Philip Glass als muzikale invloeden.
Barbers filmwerk omvat Kenneth Lonergan's met een Academy Award bekroonde You Can Count on Me en Mira Nair's Emmy en Golden Globe-winnende Hysterical Blindness met Uma Thurman en Gena Rowlands. Ze werkte ook met regisseurs Patricia Rozema, Wayne Wang en Boaz Yakin.
In 2016 was Barber de eerste vrouwelijke componist die een rol speelde in The Hollywood Reporter Composer Roundtable, waar ze naast Hans Zimmer, Justin Hurwitz, Nicholas Britell, John Debney en Hauschka verscheen.

## Filmografie
| Jaar | Titel                            | Opmerkingen |
| ---- | -------------------------------- | ----------- |
| 1995 | When Night Is Falling            |             |
| 1996 | Turning April                    |             |
| 1997 | Los Locos                        |             |
| 1998 | A Price Above Rubies             |             |
| 1998 | Luminous Motion                  |             |
| 1999 | Mansfield Park                   |             |
| 2000 | You Can Count on Me              |             |
| 2002 | Marion Bridge                    |             |
| 2006 | Comeback Season                  |             |
| 2007 | A Thousand Years of Good Prayers |             |
| 2008 | Death in Love                    |             |
| 2009 | Victoria Day                     |             |
| 2011 | The Moth Diaries                 |             |
| 2016 | Manchester by the Sea            |             |
| 2017 | A Better Man                     |             |
| 2018 | Irreplaceable You                |             |
| 2018 | Boarding School                  |             |
| 2018 | Nappily Ever After               |             |
| 2019 | Late Night                       |             |
| 2019 | American Woman                   |             |
| 2023 | Maybe I Do                       |             |

## Overige producties

### Televisiefilms
| Jaar | Titel                      | Opmerkingen          |
| ---- | -------------------------- | -------------------- |
| 2002 | Hysterical Blindness       |                      |
| 2002 | The Real Jane Austen       |                      |
| 2011 | A Child's Garden of Poetry | met Andrew Hollander |
| 2013 | Pete's Christmas           |                      |
| 2017 | Beaches                    |                      |

### Televisieseries
| Jaar | Titel                       | Opmerkingen |
| ---- | --------------------------- | ----------- |
| 1995 | Little Bear                 | 1995-2003   |
| 2000 | Seven Little Monsters       | 2000-2003   |
| 2019 | Four Weddings and a Funeral |             |

### Documentaires
| Jaar | Titel                   | Opmerkingen |
| ---- | ----------------------- | ----------- |
| 2010 | Girls on Top            |             |
| 2015 | How to Change the World |             |
| 2016 | The Apology             |             |

### Additionele muziek
Als additioneel componist.
| Jaar | Titel                           | Opmerkingen           |
| ---- | ------------------------------- | --------------------- |
| 2008 | Kit Kittredge: An American Girl | voor Joseph Vitarelli |